# Zbigniew Trzciński
Zbigniew Trzciński (* 1954 in Wrocław) ist ein polnischer Designer.

## Leben
Trzciński studierte ab 1981 an der Hochschule für bildende Künste Hamburg. Nachdem 1981 das Kriegsrecht in Polen ausgerufen worden war, blieb er in Deutschland. Sein Studium schloss er 1988 ab.
In der folgenden Zeit arbeitete Trzciński als Regisseur und Drehbuchautor. Seit 1994 widmete er sich vermehrt dem Modedesign.
Trzciński ist als Privatdozent an der Technischen Universität Breslau und an der „Dolnośląska Szkoła Wyższa“, einer privaten Hochschule in Wrocław, tätig.